# Isuzu D-Max
L'Isuzu D-Max est un modèle de pick-up construit par Isuzu et Qingling Motors. Depuis son lancement en 1963, ce pick-up s'est écoulé à plus 7,5 millions d'exemplaires dans le monde. Il n'est disponible en Europe que depuis 2002.

## Isuzu D-Max I (RA, RC; 2002 -)
L'Isuzu D-Max est un pick-up japonais ayant un prix entre 22 855 et 25 260 €[Quand ?] [Où ?].
Le D-Max est issu d'une coentreprise entre Isuzu et General Motors.

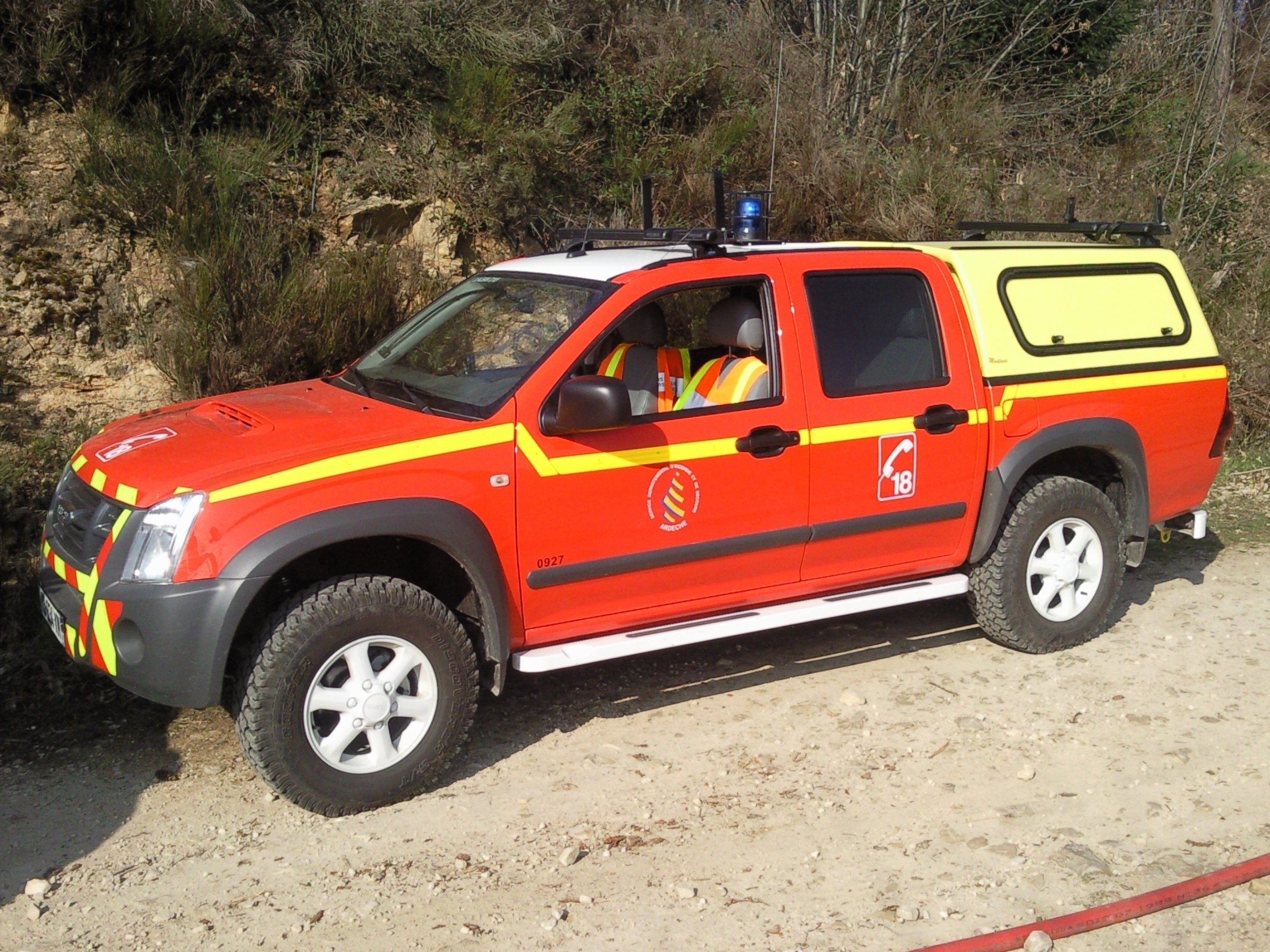
Véhicule léger de pompiers Isuzu D-Max utilisé dans le département de l'Ardèche.

## Isuzu D-Max II (2011 -)

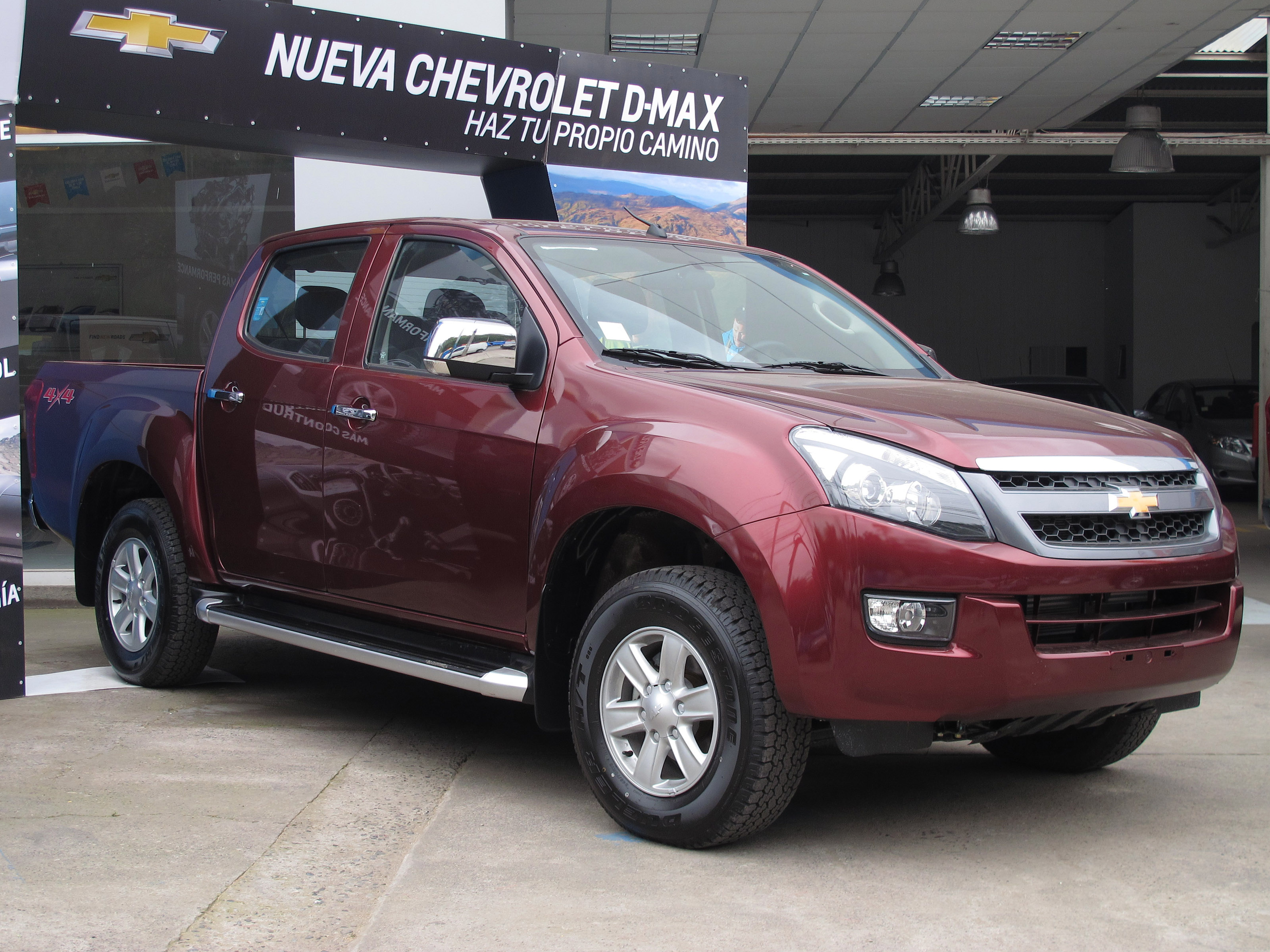
Chevrolet D-Max (Chile)

La seconde génération de véhicule tout-terrain de la marque japonaise est présenté au salon de l'automobile thaïlandais en 2011. C'est un modèle totalement nouveau avec des lignes plus agressives que ses prédécesseurs. Il est commercialisé depuis 2012, remplaçant l'ancien D-Max, vendu entre 2002 et 2012. Ce véhicule est vendu en Europe, au Moyen-Orient, en Amérique centrale et en Asie. Il est également vendu sous d'autres noms : Chevrolet Colorado et GMC Canyon en Amérique du Nord, Chevrolet D-Max en Amérique du Sud, Isuzu LB en Afrique, Holden Colorado en Australie. Après 3 ans du mise sur le marché, le D-Max est restylé. Il est présenté dans sa deuxième phase (nommée "RT85" chez le constructeur, la précédente étant la "RT50") le 12 novembre 2015. Les changements passent par une nouvelle calandre et de nouveaux feux. L'intérieur est inchangé (hormis quelque coloris). Disponible avec un 1.9 turbodiesel, ce restylage est l'occasion d'introduire un nouveau moteur : le 2.5 turbodiesel (non disponible en Europe). En juillet 2016, le constructeur Mazda annonce s'associer à Isuzu pour son nouveau pick-up, le Mazda BT-50 (la précédente version étant quant à elle basée sur le Ford Ranger). Les usines d'assemblages sont principalement en Asie. Le D-Max bénéficie de tarifs attractifs comparé à ces concurrents directs.

### Caractéristiques techniques
Pour son nouveau D-Max, le constructeur l'a équipé d'un seul moteur 2.5 TD Diesel, dont il est un des leaders mondiaux. C'est un 4 cylindres en ligne en position longitudinale avant, avec 16 soupapes. Il développe 163 ch pour 360 N m de couple, avec une consommation mixte moyenne de 7 litres pour 100 km parcourus en boîte manuelle, 8 pour la boîte automatique. Ce dernier respecte les normes Euro 6 en vigueur à son lancement. Le malus écologique n'est pas appliqué aux pick-up comme le D-Max car ils sont catalogués comme véhicules utilitaires.
Le véhicule possède un angle d'attaque de 30°, un angle de ventral de 22° et un angle de fuite de 23°. Une garde au sol généreuse de 22,5 cm vient compléter la panoplie du pick-up. La transmission intégrale (sous 100 km/h) et le passage en gamme courte se font désormais avec une molette. Le 4x4 est doté d'un système de contrôle de traction pour la stabilité nommé TCS, du HSA pour les montées et du HDC pour les descentes. La benne peut supporter une charge allant de 980 à 1 225, mais il est possible de tracter une remorque allant jusqu’à 3 500 kg. Le réservoir peut contenir 76 litres de carburant. Le diamètre de braquage est d'environ 7,5 m.

### Versions
Comme la quasi-totalité de ses concurrents, ce pick-up est disponible en trois versions. La version « Cabine Single » possède 2 portes, 2 places, qui mesure 5,315 de long. La version « Cabine Space », intermédiaire, avec 4 places et 4 portes antagonistes, mesure 5,285 m. Et enfin la version « Cabine Crew », 5 places et 4 portes, la plus luxueuse et la plus chère, de même dimension que la précédente. Le véhicule peut être équipé d'un hard-top, d'un cover-top ou d'une bâche. À noter qu'une benne est disponible pour les versions « Cabine Single » et « Cabine Space ». De plus, neuf peintures de carrosserie sont disponibles (dont deux nouvelles). Le véhicule est donc déclinable en 19 variantes.

### Finitions
Le D-Max est disponible en 6 finitions :
- Satellite
- Planet
- Solar
- Solar Plus
- Solar Supernova
- Quasar

## Isuzu D-Max III (2021 -)
La troisième génération de D-Max (N60 et N57) est présentée en 2019. Elle est lancée en France fin 2020.Voulant concurrencer les pickup de référence tels que les Ford Ranger et autres Hilux, la version N60, milieu et haut de gamme du D'Max est modernisée, le châssis est revu ainsi que son système de suralimentation dont l'échangeur air/air a été remplacé par un échangeur air/eau, le moteur sur cette version dispose d'une gestion plus affinée que la version précédente. La boîte de vitesses mécanique est revue afin de mieux répondre aux besoins des utilisateurs. Les freins ont été redimensionnés pour une meilleure endurance. Les équipements de surveillance comme le maintien dans la voie, le freinages d'urgence, équipements réglages via l'interface du tableau de bord font partie de l'équipement de série. Le confort en général est amélioré avec un intérieur un peu plus chaleureux et qualitatif.
Un show car préfigurant une version 100% électrique appelé Isuzu D-Max EV Concept est présenté au Salon de l'automobile de Bangkok 2024.

### Autres pick-up similaires
- Nissan Navara
- Renault Alaskan
- Mercedes Classe X
- Mitsubishi L200
- Fiat Fullback
- Mazda BT-50
- Ford Ranger
- Toyota Hilux
- Volkswagen Amarok